# Марія-Гориця
Марія-Гориця (хорв. Marija Gorica) — населений пункт і громада в Загребській жупанії Хорватії.

## Населення
Населення громади за даними перепису 2011 року становило 2 233 осіб, 1 з яких назвала рідною українську мову. Населення самого поселення становило 213 осіб.
Динаміка чисельності населення громади:
Динаміка чисельності населення центру громади:

## Населені пункти
Крім поселення Марія-Гориця, до громади також входять: 
- Бієла Гориця
- Целине-Горицьке
- Храстина
- Край-Доній
- Край-Горній
- Оплазник
- Светий Криж
- Трстеник
- Жлебець-Горицький

## Клімат
Середня річна температура становить 10,14 °C, середня максимальна – 24,50 °C, а середня мінімальна – -6,50 °C. Середня річна кількість опадів – 1016 мм.
| Клімат поселення                              | Клімат поселення | Клімат поселення | Клімат поселення | Клімат поселення | Клімат поселення | Клімат поселення | Клімат поселення | Клімат поселення | Клімат поселення | Клімат поселення | Клімат поселення | Клімат поселення | Клімат поселення |
| Показник                                      | Січ.             | Лют.             | Бер.             | Квіт.            | Трав.            | Черв.            | Лип.             | Серп.            | Вер.             | Жовт.            | Лист.            | Груд.            |                  |
| Середній максимум, °C                         | 5,84             | 7,91             | 12,17            | 16,57            | 21,48            | 24,50            | 23,78            | 23,21            | 19,21            | 14,13            | 8,32             | 4,40             |                  |
| Середня температура, °C                       | −0,33            | 1,74             | 6,00             | 10,41            | 15,30            | 18,34            | 19,96            | 19,39            | 15,41            | 10,32            | 4,51             | 0,60             |                  |
| Середній мінімум, °C                          | −6,5             | −4,43            | −0,18            | 4,23             | 9,14             | 12,17            | 16,15            | 15,57            | 11,59            | 6,50             | 0,69             | −3,2             |                  |
| Норма опадів, мм                              | 51               | 53               | 70               | 72               | 86               | 118              | 94               | 96               | 103              | 100              | 100              | 73               |                  |
| Середньомісячна швидкість вітру, м/с          | 1.60             | 1.77             | 2.18             | 2.10             | 1.99             | 1.80             | 1.70             | 1.60             | 1.51             | 1.56             | 1.67             | 1.64             |                  |
| Середньомісячна сонячна радіація, кДж/м²·день | 4075             | 6794             | 10423            | 14822            | 18896            | 20667            | 21537            | 18830            | 13803            | 8541             | 4494             | 3254             |                  |
| --------------------------------------------- | ---------------- | ---------------- | ---------------- | ---------------- | ---------------- | ---------------- | ---------------- | ---------------- | ---------------- | ---------------- | ---------------- | ---------------- | ---------------- |
| Джерело:                                      |                  |                  |                  |                  |                  |                  |                  |                  |                  |                  |                  |                  |                  |